# Posch Árpád
Posch Árpád (Pozsony, 1861. november 2. – Budapest, 1945. január 12.) állami főgimnáziumi tanár. Posch Jenő testvéröccse.

## Élete
Posch Ágoston ügyvéd, majd a királyi ítélőtábla bírája és Slubek Laura fia. Középiskolai tanulmányait Budapesten a piaristák gimnáziumában és a tanárképző-intézet gyakorló-főgimnáziumában és az egyetemen végezte 1885-ben. Középiskolai tanári oklevelet 1886. május 27-én nyert a latin és görög filológia- és német nyelv és irodalomból. 1882-től 1884-ig nevelősködött; majd a Magyar Nemzeti Múzeum hírlapkönyvtáránál dolgozott mint napidíjas három hónapig. 1884-től 1887-ig a zirc-ciszterci rend bajai és pécsi főgimnáziumában működött mint helyettes tanár. 1887-ben a nagybányai magyar királyi állami főgimnáziumhoz nevezték ki szintén helyettes, ugyanott 1888-ban rendes tanárnak; 1893-tól 1896-ig a trencséni királyi katolikus főgimnázium tanára volt. 1902-től a budapesti VII. kerületi Barcsay-utcai magyar királyi állami főgimnáziumnál működött mint a klasszika-filológia tanára, majd 1920-ban nyugalomba vonult. Széleskörű és értékes irodalmi működést fejtett ki. Számos műfordítást végzett és több cikke jelent meg szak- és napilapokban. 1945-ben, 84 éves korában hunyt el szívizom elfajulás, érelmeszesedés következtében.

## Írásai
Cikkei az Országos Középiskolai Tanáregylet Közlönyébe (1889-90. A magyar és latin nyelv kapcsolatos tanaításáról, 1890-1890. Az ókor történelme és a középkor, 1893. Az egységes középiskola latin és görög nyelve, 1894-95. Eltornászosodás, 1895-96. A nemzetiségi vidéki középiskolai tanárok ügye, Az irásbeli dolgozatok reformja, 1900-1901. Egyöntetű eljárás a nevelésben); az Egyetemes Philologiai Közlönyben (1891. Párhuzamos idézetek, 1897. Madvig három levele 1885-ből); a Magyar Paedagogiában (VII. évf. Görögpótló tanfolyam és görög nyelvtanítás). A Filosofiai Lexikon munkatársa volt (Cicero bölcselete).

## Munkái
- Cicero Brutusa, ford., bevezetéssel és jegyzetekkel ellátta. Bpest, 1903. (Görög és latin remekírók.)
- Spinoza, Tractatus theologico-politicus, ford., jegyzetekkel és magyarázatokkal ellátta. Uo. 1903. (Renz Jánossal együtt. Filozofiai Írók Tára XVIII:)

### Kéziratban
Spinoza leveleinek fordítása